# Устав Босне и Херцеговине из 1946.
Устав Народне Републике Босне и Херцеговине донет 31. децембра 1946. био је  највиши правни акт у Народној Републици Босни Херцеговини и први од укупно три устава које је Босна и Херцеговина донела као федерална јединица Југославије. Такође, први је устав Босне и Херцеговине у њеној историји.
Усвојила га је Уставотворна скупштина НР Босне и Херцеговине 31. децембра 1946, а објављен је 8. јануара 1947. године. Био је усклађен са одредбама Устава ФНР Југославије, који је 31. јануара 1946. донела Народна скупштина ФНРЈ. Према Уставу сва власт произилазила је из народа и припадала је народу, а организација власти заснивала се на принципу јединства власти и демократског централизма. Устав је дефинисао државне симболе — заставу и грб НР Босне и Херцеговине.
У употреби је остао до доношења новог Устава СР Босне и Херцеговине 10. априла 1963, али је знатно измењен доношењем Уставног закона о основама друштвеног и политичког уређења Народне Републике Босне и Херцеговине и републичким органима власти донетим 29. јануара 1953. године. Уставни закон Босне и Херцеговине био је у складу са  Уставним законом о основама друштвеног и политичког уређења ФНРЈ и савезним органима власти који је 13. јануара 1953. донела Народна скупштина ФНРЈ. Одредбама Уставног закона изврешене су значајне измене државних органа — уместо Владе НР Босне и Херцеговине уведено је Извршно веће Народне скупштине са државним секретаријатима као извршним органима, укинут је Президијум Народне скупштине и уведена нова скупштинска већа, након чега је републичка скупштина имала два дома — Републичко веће и Веће произвођача.